# Victoria Dyring

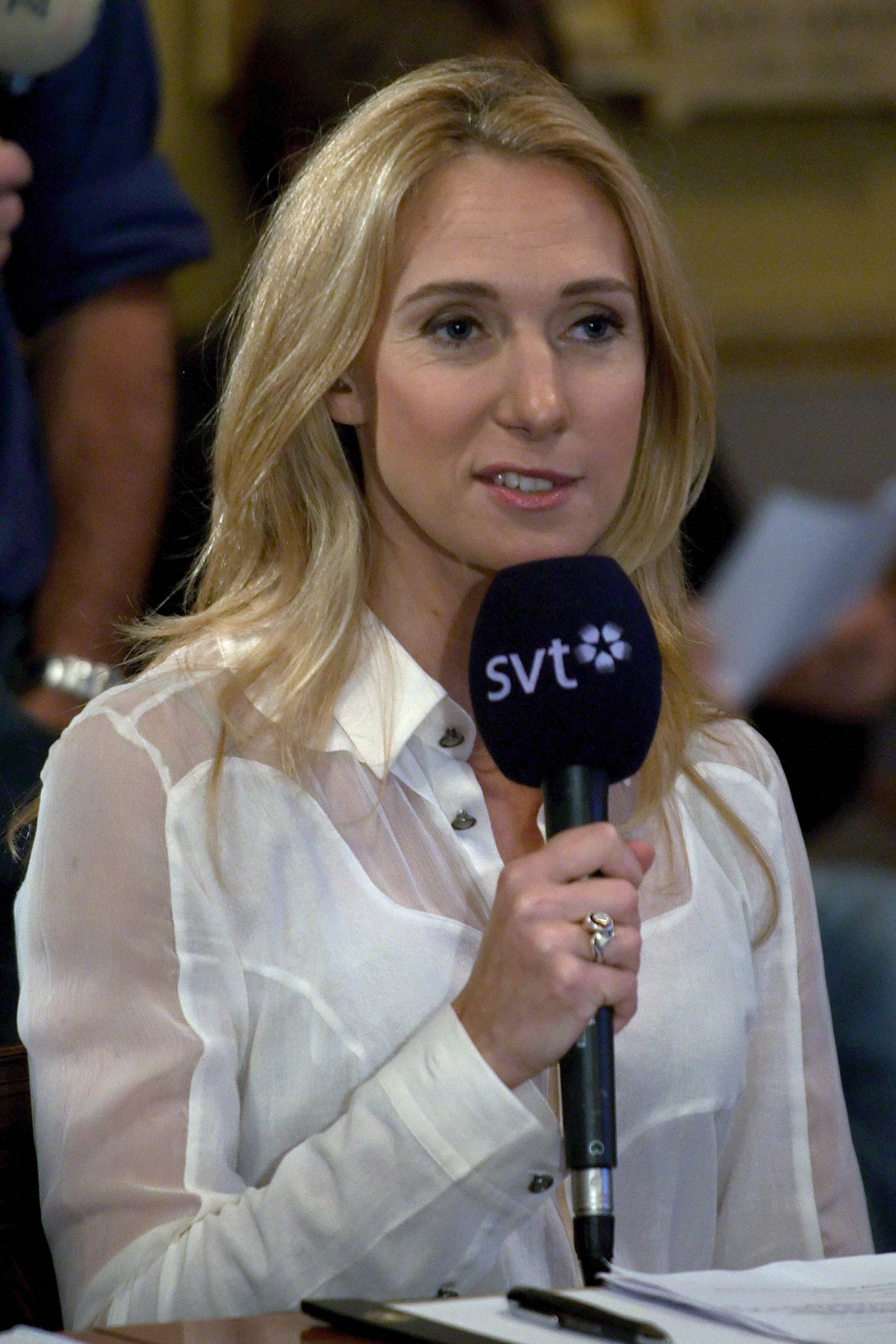

Sonja Victoria Dyring (nacida el 18 de diciembre de 1972 en Upsala, Suecia) es una presentadora de televisión y productora de cine sueca. Como presentadora Dyring es famosa del programa Hjärnkontoret. Desde 2010 presenta el programa Vetenskapens värld. También ha presentado/participado en Vi i femman (2001-03, con Jonas Hallberg), cecebraciones del día national, programas del premio Nobel y Lilla Melodifestivalen (en 2003).
En 2002 Dyring recibió "Gunilla Arhéns förebildspris". Desde 2010 es doctora honoris causa en la universidad de Estocolmo.

## Educación
El padres de Dyring son jornalistas de ciencia y la hermana de Dyring es física. Pero Dyring quería estudiar teatro en la universidad. También estudió ciencias naturales.